# Catherine Marand-Fouquet

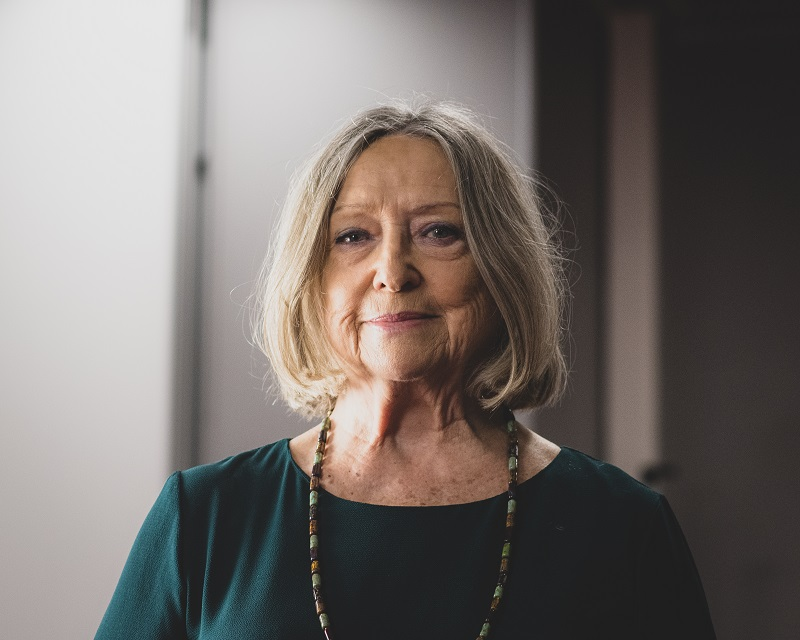

Catherine Marand-Fouquet, est une  universitaire historienne et écrivaine française, agrégée d'histoire, auteure d'ouvrages sur l'histoire des femmes.

## Un engagement pour la reconnaissance du rôle des femmes dans l'histoire de la France
Après des premiers écrits en collaboration avec  l'historienne Yvonne Knibiehler, l'œuvre de Catherine Marand-Fouquet porte sur l'histoire des femmes en France qui selon l'auteure furent jusqu'à une époque récente « une minorité paradoxale » dominée bien que majoritaire.
En 1989, avec d'autres historiennes provençales, elle crée l'association Les femmes et la ville afin d'écrire une histoire des femmes de la ville de Marseille.
Elle s'engage publiquement pour la reconnaissance du rôle des femmes dans l'histoire de la France. En 1989, à l’occasion du bicentenaire de la Révolution, Catherine Marand-Fouquet initie une campagne pour que les cendres de trois femmes ayant rendu d'éminents services à la France, dont Olympe de Gouges, soient portées au Panthéon en même temps que celles des trois hommes,.
En 2002, dans une nouvelle action, elle s'adresse dans une lettre ouverte au Président Jacques Chirac pour que les cendres d'Olympe de Gouges soient portées au Panthéon.
Pour Catherine Marand-Fouquet, l'introduction des femmes au Panthéon — dont elles étaient jusqu'alors exclues — est un objectif essentiel afin de leur rendre justice et aussi un symbole dans la conscience nationale.

## Œuvre

### Ouvrages
- 1980 : Histoire des mères du Moyen âge à nos jours avec Yvonne Knibiehler, Éd. Montalba[7] ;
- 1982 : Histoire des mères du Moyen âge à nos jours avec Yvonne Knibiehler, Éd. Hachette collection Pluriel[7] ;
- 1982 : La Beauté pour quoi faire ? essai sur l'histoire de la beauté féminine avec Yvonne Knibiehler, Éd. Temps actuels[7] ;
- 1983 : La Femme et les médecins  avec Yvonne Knibiehler, Éd. Hachette collection littérature[7] ;
- 1989 : Robespierre et la Révolution, Éd. Denoël[7] ;
- 1989 : La Femme au temps de la Révolution, Éd. Stock[7] ;
- 1993 : Marseillaises. Les femmes et la ville avec Yvonne Knibiehler, Régine Goutalier, Eliane Richard, Éd. Indigo & Côté femmes[8] ;
- 1999 : Marseillaises, vingt-six siècles d'histoire, avec Renée Dray-Bensousan, Hélène Échinard, Régine Goutalier, Éd. Édisud[8]
- 2003 : Destins de femmes et révolution dans Combats de femmes 1789-1799, Éd. Autrement[7] ;
- 2012 : Dictionnaire des Marseillaises  avec Renée Dray-Bensoussan, Hélène Échinard, Éliane Richard, Éd. Gaussen[7].

### Articles
- 1981 : Elisabeth Badinter, L'Amour en plus. Histoire de l'Amour maternel, XVIIe- XIXe siècles, Revue d’Histoire Moderne & Contemporaine[9] ;
- 1983 : Doris Desclais-Berkvam, Enfance et maternité dans la littérature française des XIIe et XIIIe siècles, Histoire de l'éducation[9] ;
- 1992 :  Les marseillaises et leur ville, des origines à 1990, Vingtième Siècle. Revue d'histoire[9] ;
- 1996 : Olympe de Gouges au Panthéon, ou la tribu France et ses femmes Les cahiers du CEDREF[9] ;
- 2005 : Ce que guerre civile veut dire, Espace Temps[9].